# The Architect
The Architect è il quarto album in studio della cantante britannica Paloma Faith, pubblicato il 17 novembre 2017.

## Tracce
1. Evolution (feat. Samuel L. Jackson) – 1:04
2. The Architect – 3:25
3. Guilty – 4:19
4. Crybaby – 3:53
5. I'll Be Gentle (feat. John Legend) – 4:15
6. Politics of Hope (feat. Owen Jones) – 0:54
7. Kings and Queens – 3:51
8. Surrender – 3:33
9. Warrior – 3:44
10. 'Til I'm Done – 3:44
11. Lost and Lonely – 3:41
12. Still Around – 3:47
13. Pawns (feat. Baby N'Sola, Janelle Martin & Naomi Miller) – 0:51
14. WW3 – 3:10
15. Love Me as I Am – 4:31

Tracce bonus nell'edizione deluxe
1. Power to the Peaceful – 3:18
2. Tonight's Not the Only Night – 3:47
3. My Body – 3:48
4. Price of Fame – 3:00

Tracce bonus nella Zeitgeist Edition
1. Power to the Peaceful – 3:18
2. Tonight's Not the Only Night – 3:47
3. My Body – 3:48
4. Price of Fame – 3:00
5. Loyal – 3:40
6. Final Breath – 3:12
7. Your Ex – 3:36
8. Older – 3:06
9. Make Your Own Kind Of Music – 2:43
10. Lullaby (feat. Sigala) – 3:24